# International Fact-Checking Network
La International Fact-Checking Network (IFCN, por sus siglas en inglés) (Red Internacional de Verificación de Datos, en español) es una unidad del Instituto Poynter cuyo objetivo es reunir a periodistas que se dedican a la verificación de hechos a nivel internacional. Dicha unidad se creó en septiembre de 2015 en apoyo a este género de periodismo, promoviendo buenas prácticas e intercambio de información en este campo. Actualmente cuenta con 104 miembros de todo el mundo.

Insignia que se otorga a los miembros de la IFCN.

## Funciones
Las principales funciones de la IFCN son:
- Monitorear formatos y tendencias en la verificación de hechos en todo el mundo.
- Ayudar a encontrar posiciones comunes entre los verificadores de todo el mundo.
- Promover estándares básicos a través de un Código de Principios y proyectos para hacer un seguimiento del impacto de la verificación de hechos.
- Fondos de becas anuales, una beca de innovación y un programa de armonización de micromecenazgo.
- Reunir a los periodistas verificadores de hechos de todo el mundo en una conferencia anual y promover en ella la colaboración en la verificación internacional de hechos.
- Proporcionar formación presencial y en línea.
- Abogar por más verificación de hechos, incluso en el Día Internacional de la Verificación de Datos.

## Código de Principios
Con la firme creencia de que la verificación de hechos no partidista y transparente puede ser un poderoso instrumento de periodismo, el Instituto Poynter, redactó un Código de Principios que deben cumplir los medios de comunicación miembros de esta unidad. Se publicó el 15 de septiembre de 2016.
El 17 de enero de 2017, el IFCN presentó un proceso de solicitud y verificación. Una publicación en Facebook anunció que ser signatario de este código es un requisito para ser aceptado como un tercer verificador de datos de dicha red social.
El Código de Principios consta de 5 puntos:
- 1. Un compromiso con el no partidismo y la equidad.
- 2. Un compromiso con la transparencia de las fuentes.
- 3. Un compromiso con la transparencia de la financiación y la organización.
- 4. Un compromiso con la transparencia de la metodología.
- 5. Un compromiso con las correcciones abiertas y honestas.

## IFCN en España
Son cuatro los medios españoles signatarios de IFCN: EFE Verifica-Agencia EFE, Maldita.es, Verificat y Newtral. Se trata de signatarios verificados por evaluadores expertos y externos que consideraron que estos medios cumplían con los principios de la IFCN cuando se sometieron al proceso de investigación de antecedentes establecido. Esta distinción tiene vigencia por un año y para mantenerla, el medio debe someterse a una nueva evaluación.
Durante los días 5, 6 y 7 de julio de 2017, se celebró en Madrid la cuarta edición del congreso organizado por la IFCN, el cual fue denominado Global Fact 4. Acogió a 188 profesionales procedentes de 53 países. Ana Pastor, Bill Adair (fundador de PolitiFact y Premio Pulitzer 2009) y Alexios Mantzarlis (profesor en Duke University y director de la IFCN), fueron los encargados de la apertura del congreso.